# Annales Cavenses
Pour les articles homonymes, voir Annales (homonymie).
 (février 2023).
Si vous disposez d'ouvrages ou d'articles de référence ou si vous connaissez des sites web de qualité traitant du thème abordé ici, merci de compléter l'article en donnant les références utiles à sa vérifiabilité et en les liant à la section « Notes et références ».
Les Annales Cavenses sont une chronique médiévale écrite à l'Abbaye de Cava (province de Salerne, Italie). Elles couvrent la période 569–1315.
Mentionnant divers événements de la vie quotidienne, elles relatent aussi quelques événements rares présentant aujourd'hui un intérêt pour les scientifiques, comme les tremblements de terre ou divers événements astronomiques.
Il existe plusieurs rééditions modernes des Annales, la dernière étant celle de 1839, œuvre de Georg Heinrich Pertz, dans le cadre des Monumenta Germaniae Historica.